# Romance (musique)
Pour les articles homonymes, voir Romance.
La Romance (de l'espagnol Romancero) est un genre poético-musical, abordant généralement des sujets liés à l'amour et à l'expression des sentiments. Apparue au Moyen Âge, puis aux XVIe siècle, XVIIe et XVIIIe siècles, dont certaines partitions sont conservées, la romance connaît une grande influence en France et en Italie dans la deuxième moitié du XVIIIe siècle pendant l'époque pré-romantique et romantique dans laquelle elle s'opposera à l'ariette, de genre plus virtuose. Les romances regroupent plusieurs possibilités d'instrumentation: la plupart sont des pièces vocales avec accompagnement instrumental (piano-forte, harpe, guitare, etc..) mais il existe aussi des œuvres purement instrumentales, dont des pièces pour piano seul (ex: Romances sans paroles pour piano de Mendelssohn) ou encore soli avec orchestration (ex: Romances pour violon et orchestre op.40 et 50 de Beethoven).
Le terme « Romance » est également employé comme sous-titre de certaines œuvres lyriques et expressives (chansons, méditations, rêveries, nocturnes, etc..) ou de parties d'œuvres (ex : 2e mouvement du Concerto pour violon de Beethoven).

## Histoire et contexte
C'est au Moyen Âge que nous retrouvons les premières romances de l'Histoire de la Musique en France, troubadours et trouvères divertissant la cour (cf. Adam de la Halle - Guillaume de Machaut) chantant des poèmes d'amours aux pucelles, modélisant et cultivant la conception de l'amour courtois. La romance connaît à cette époque un grand intérêt de divertissement, mais son genre profane la fera tomber dans l'oubli à contrario de la stricte croissance de la musique sacrée. Au fil des siècles, le genre finira par renaître et prendre cœur au sein de la bourgeoisie quotidienne, tant dans la littérature qu'en musique, et sera désigné comme un genre savant, spécialement destiné aux aristocrates et intellectuels de hautes classes, justifiant de sa double fonction : plaire et éduquer. (À noter que la romance, Partant pour la Syrie (1807) est due à la reine de Hollande Hortense de Beauharnais.)
À la fin du XVIIIe siècle, un vrai intérêt est porté pour la Romance française, favorisé par l'inspiration des lieds allemands et ce en raison de la contribution des divers compositeurs romantiques (tels que Schubert, Schumann, Brahms, Mendelssohn...) mais aussi grâce à la beauté des textes des poètes et écrivains romantiques de l'époque (Rimbaud, Verlaine, Alfred de Musset...) idéalisant des thèmes sentimentaux et amoureux, s'inspirant de la beauté de la nature, de la passion humaine et des rêves héroïques. La Romance connait son âge d'or au cours de la Révolution française et de l'Empire sous Napoléon. Très populaire dans les petits salons, où elle est répandue par de nombreux compositeurs (tels que Antoine Lamparelli et Pierre Garat), elle sera par la suite très appréciée dans les salles de concert.
Le genre se déclinera lentement sous la Restauration et cèdera sa place à la mélodie au milieu du XIXe siècle en France.

## La romance pour voix et accompagnement
La composition de la romance vocale est semblable à celle de la brunette et de la bergerette, se rapprochant plus ou moins du genre « troubadour » qui se veut simple tant dans son harmonie que dans sa structure : le plus souvent de forme « rondo » ou « lied », binaire AB ou ternaire ABA/ABA' avec couplets et ritournelles. Possédant un caractère lyrique, elle requiert une grande sensibilité tant dans son écriture poétique que musicale.
Généralement chantée en solo, elle est soutenue par un accompagnement au piano-forte, à la harpe ou un autre instrument de musique, remplaçant l'ancienne basse continue. Il existe aussi des variantes en contrechant avec flûte, violoncelle, etc Nait donc un art d'accompagnement bien plus varié et plus raffiné, dans lequel apparaissent les premiers symboles de pédalisation notamment au piano (fin XVIIe siècle), principal moyen de variation et de recherche de couleurs et timbres musicaux.
Jean-Jacques Rousseau exposera une définition enrichie de la Romance vocale dans le Dictionnaire de la Musique, volume 9 (1767):« ROMANCE, s. f. Air sur lequel on chante un petit Poeme du même nom, divisé par couplets, duquel le sujet est pour l’ordinaire quelque histoire amoureuse & souvent tragique. Comme la Romance doit être écrite d’un style simple, touchant, & d’un goût un peu antique, l’Air doit répondre au caractere des paroles; point d’ornemens, rien de maniéré, une mélodie douce, naturelle, champêtre, & qui produise son effet par elle-même, indépendamment de la maniere de la Chanter. Il n’est pas nécessaire que le Chant soit piquant, il suffit qu’il soit naïf, qu’il n’offusque point la parole, qu’il la fasse bien entendre, & qu’il n’exige pas une grande étendue de voix. Une Romance bien faite, n’ayant rien de saillant, n’affecte pas d’abord; mais chaque couplet ajoute quelque chose à l’effet des précédens, [594] l’intérêt augmente insensiblement, & quelquefois on se trouvé attendri jusqu’aux larmes, sans pouvoir dire où est le charme qui a produit cet effet. C’est une expérience certaine que tout accompagnement d’Instrument affoiblit cette impression. Il ne faut, pour le Chant de la Romance, qu’une Voix juste, nette, qui prononce bien, & qui chante simplement. » -- Jean Jacques Rousseau, Dictionnaire de la Musique, volume 9 (1767) » Paroliers de romances au XVIIIe siècle: J.J. Rousseau, J-P. C. de Florian, Fabre d'Églantine, J-F. Marmontel, F-R. de Chateaubriand, F-A de Paradis de Moncrif, M. Desbordes-Valmore, Marc Constantin, Pauline Duchambge.

## La romance instrumentale
La romance instrumentale possède les mêmes caractéristiques que la romance vocale. Elle est souvent écrite pour un instrument soliste (ex: violon, flûte, clarinette, etc.). Celui-ci peut être accompagné par un piano, un trio ou quatuor à cordes, un orchestre de chambre ou un orchestre symphonique (ex: la Romance pour flûte et orchestre, op.37 de Camille Saint-Saëns.)

## Divers compositeurs, liste de romances célèbres
| Jean-Jacques Rousseau (1712-1778)     | Consolations des misères de ma vie ou Recueil d’airs, romances et duos (1781) |
| André Grétry (1741-1813)              | Une fièvre brûlante de l'opéra médiéval Richard cœur de Lion (1784) |
| Jean-Paul-Égide Martini (1741-1816)   | Plaisir d'amour (1784) |
| Nicolas Dalayrac (1753-1809)          | Quand le bien aimé reviendra de l'opéra comique Nina (1786) |
| François Devienne (1759-1803)         | Romance d'Estelle no. 3 (1787) |
| Luigi Cherubini (1760-1842)           | Romances du roman d'Estelle (1788) |
| Pierre Garat (1762-1823)              | Pauvre Jacques, Y sera-t-elle, Je t’aime tant, Complainte du troubadour (1794) |
| Étienne Nicolas Méhul (1763-1817)     | L’Orphelin adopté par sa nourrice (1795) |
| Gaspare Spontini (1774-1851)          | Il reviendra (1830), L'Adieu (1840) |
| François-Adrien Boieldieu (1775-1834) | L'amour, pour prix de ma défaite (1803) |
| Édouard Bruguière (1793-1863)         | Ce n'était pas là mon rêve de bonheur (1834) |
| Hector Berlioz (1803-1869)            | Le dépit de la bergère (1819), Pleure pauvre Colette (1822), Le Maure jaloux (1822) |
| Loïsa Puget (1810-1889)               | Le Lys dans la Vallée (1837), À la grâce de Dieu |
| Pauline Thys (1835-1909)              | Le Chant du gondolier (1856) |
| Claude Debussy (1862-1918)            | L'Âme évaporée et souffrante (1885) |
| Romances instrumentales               | |
| Ludwig van Beethoven (1770-1827)      | Romance pour violon et orchestre no 1 (1802) Romance pour violon et orchestre no 2 (1798) |
| Félix Mendelssohn (1809-1847)         | Romances sans paroles pour piano (1830-1868) |
| Camille Saint-Saëns (1835-1921)       | Romance pour cor (ou violoncelle) et orchestre (ou piano), op. 36 (1874) Romance pour flûte et orchestre/piano, op. 37 (1871) Romance pour violon et orchestre, op. 48 (1874) Romance pour violoncelle et piano, op. 51 (1877) Romance pour cor (ou violoncelle) et orchestre (ou piano), op. 67 (1866) |
| Antonin Dvorak (1841-1904)            | Romance pour violon et orchestre/piano, op. 11 (1877) |
| Gabriel Fauré (1845-1924)             | Trois Romances sans paroles pour piano, op. 17 (1863) Romance pour violon et piano, op. 28 (1882) Romance pour violoncelle et piano, op. 69 (1894) |
| Richard Strauss (1864-1949)           | Romanze pour clarinette et orchestre (1879) |